# Paul Embrechts (triatleet)
Paul Embrechts (1 april 1976) is een Belgisch triatleet.

## Levensloop
In 2008 behaalde Embrechts zilver op het Europees kampioenschap crosstriatlon in Ameland. Op de Xterra Italië van 2009, dat geldt als het EK offroad triatlon, werd hij tiende.
Hij is woonachtig te Kasterlee. Van beroep is hij leerkracht lichamelijke opvoeding, alsook sportpromotor bij Sport Vlaanderen.

## Palmares
- 2008:  Europees kampioenschap crosstriatlon
- 2012:  Belgisch kampioenschap crosstriatlon[6]
- 2014:  Belgisch kampioenschap crossduatlon[7]
- 2015:  Nederlands kampioenschap crossduatlon[8]